# Alex Toth
Alexander Toth (Nova Iorque, 25 de junho de 1928 — 27 de maio de 2006) foi um cartunista, ilustrador e desenhista de animação dos Estados Unidos da América.

## Biografia
Começou a carreira desenhando tiras para jornais e revistas em quadrinhos, entre o final da década de 1950 e início de 1960, desenhou para a Western Publishing a série de TV Zorro produzida pela Disney.
Toth é mais conhecido pelo seu trabalho em animação para Hanna-Barbera, nos idos de 1960 e 1970. Seus trabalhos com Iwao Takamoto incluem Superamigos (Superfriends), Jonny Quest, Space Ghost e Os Herculóides. O trabalho de Toth ressurgiu com as animações com temas para adultos intitulados: Space Ghost de Costa a Costa e Sealab 2021 levados ao ar pelo Cartoon Network norte-americano.
Toth começou sua carreira com quinze anos de idade, com uma geração de ilustradores que saíram da Segunda Guerra. Inicialmente, desejava desenhar para um jornal na seção de quadrinhos, com uma tira ("Este era o meu sonho fazer o mesmo que Caniff, Raymond, e Foster fizeram").
Porém, Toth achou que a indústria dos quadrinhos estava "moribunda" e, em vez de se voltar para os quadrinhos, trabalhou para Steve Douglas de Famous Funnies, continuando a trabalhar mesmo durante o período que serviu no Exercito norte americano de 1954 a 1956, desenhando uma tira de aventuras chamada Jon Fury, enquanto estava no Japão.
Seus trabalhos na Hanna-Barbara, de 1965 a 1982 incluíram storyboards bem como o design de centenas de personagens, montagem, revisão de provas, e efeitos.
O jornalista Tom Spurgeon escreveu que Toth possuía "um quase transcendental entendimento do poder que arte como seu componente visual de uma história tem," e o elegeu "um dos mais habilidosos que já entraram na comunidade dos artistas de arte seqüencial em todos os tempos" e "um gigante dos cartunistas do século XX."
Em 1990, Toth foi formalmente introduzido ao Hall da Fama de Jack Kirby.
Toth ficou conhecido por seu exaustivo estudo sobre os demais artistas e sua análise franca sobre os quadrinhos do passado e do presente. Por exemplo, em uma entrevista em 2001, ele criticou a tendência da arte seqüencial em usar técnicas de pintura nos trabalhos editados.
Toth morreu desenhando em sua prancheta, aos 77 anos. Uma homenagem especial foi realizada durante a Comic Con de San Diego, no final de julho de 2006.